# 畠山直顕
畠山 直顕（はたけやま ただあき）は、南北朝時代の武将。本姓は源氏。家系は足利氏の一門畠山氏。父は畠山宗義、兄に宗生、宗国（初名宗継）、頼継、子に宗泰がいる。
室町幕府領保全のため日向に下向して南九州の鎮定に当たった人物である。観応の擾乱では足利直義やその養子・足利直冬に属している。
通称は畠山七郎、官途は修理亮、治部大輔。初名は義顕（よしあき）。別名、直滋（ただしげ?）。

## 生涯
建武年間、多々良浜の戦いに勝利を収め大宰府に滞在中だった足利尊氏は、混乱を極める九州の情勢を打開すべく一門の武将を九州に残したが、その内一色範氏が九州探題として北九州の経略を担当した一方、日向には畠山直顕が国大将として下向し、南九州の宮方征伐を命じられた。
日向に下った直顕は手始めに国冨荘の土持氏、日下部氏らを幕府方に掌握し、その武力によって宮方勢力の掃討に努める。そして建武5年/暦応元年（1338年）には伊東祐広と野辺盛忠も幕府方に掌握し、その翌年の8月27日には最も強力であった三俣院の肝付兼重までも帰服させ鎮定を果たした。しかし、この後直顕に恩賞が与えられた史実が確認できないため、この時に尊氏から離れてその弟・直義に接近したとされている。実際、暦応3年（1340年）8月7日から同4年（1341年）7月23日の間に「義顕」から「直顕」に改名した形跡があり、「直」の字は直義から偏諱を受けたものと考えられている。甥（宗国の子）の畠山直宗も足利直義の偏諱を受けてその側近となっており、貞和5年/正平4年（1350年）には上杉重能と共に高師直に殺されているが、観応2年（1351年）に師直一族が殺されたとの報に接した際には「天下悉属静謐訖」と述べ、直義方に好意を寄せていることが窺える。
康永4年（1345年）には幕府から日向守護に任ぜられたが、その影響力は大隅にまで及ぶものだったため、薩摩の島津貞久との間に抗争が起きることになる。
直顕は次第に幕府の意向を無視して領国形成の志向を強めるようになり、中央で観応の擾乱が起こると足利直冬方に付いて幕府から離反し領国化を推し進めたが、やがて延文2年（1357年）、志布志城の合戦で島津氏久（貞久の子）に敗れて大きく遅れを取ってしまう。
さらに同年、懐良親王を推戴する菊池武光の遠征軍に大敗。この敗北は多くの兵を失った事以上に、国人層の支持によって成り立っていた直顕にとっては政治的な致命傷ともなり、以後その勢力は急速に衰えた。そして翌延文3年（1358年）にはついに豊後方面へ遁走し、以後の活動はほとんど明らかでない。
前日向守の畠山某が応永21年（1414年）9月13日に越中で没し、子の家泰、茂泰、法名孝泰らによって追善の仏事が営まれたことが知られる（「禅林雅頌集」）。この系統は室町幕府外様衆の畠山日向守家と見られるが、「泰」の字を通字としていることなどから直顕・宗泰父子の子孫である可能性がある。